# Crustaceana
Crustaceana es una revista científica de revisión por pares especializada en Carcinología. Fue fundada en el año de 1960 y se describe a sí misma como "La publicación líder en crustáceos en el mundo". Obtuvo un Factor de impacto en 2009 de 0.507. Es indexada por BIOSIS Previews, la base de datos Science Citation Index, The Zoological Record y GeoRef.